# Za červenými dveřmi
Za červenými dveřmi (v originále Behind the Red Door) je hraný film z roku 2003, který režírovala Matia Karrell podle vlastního scénáře. Snímek měl premiéru dne 12. ledna 2003.

## Děj
Natalie pracuje jako fotografka v New Yorku. Její agentka Julie ji přemluví, aby vzala zakázku v Bostonu, kterému se snaží od nevysvětlené smrti své matky vyhýbat. Po příjezdu zjistí, že bude pracovat pro reklamní agenturu, kterou vlastní její bratr Roy, kterého už 10 let neviděla. Roy je stále ten samý arogantní a nesnesitelný člověk, jak si ho Natalie pamatuje. Roy ji přemluví, aby zůstala o několik dní déle a sdělí jí, že umírá na AIDS. Oba sourozenci po 10 letech odcizení k sobě znovu pozvolna hledají cestu.

## Obsazení
| Kyra Sedgwick     | Natalie         |
| Kiefer Sutherland | Roy             |
| Stockard Channing | Julia           |
| Chuck Shamata     | otec            |
| Hannah Lochner    | mladý Natalie   |
| Corey Staden      | mladý Roy       |
| Philip Craig      | detektiv Kinzer |
| Jason Carter      | Sonny           |
| Laura Press       | Michelle        |
| Ian Eugene Ryan   | Arthur          |
| William Colgate   | doktor Goldberg |
| Joseph Rutten     | strýc Ernest    |
| Mary Walsh        | Anna            |
| Frank Holden      | taxikář         |
| Matt Sharpe       | George          |
| Philip Dinn       | Cabbie          |
| Peter Rompkey     | Carl            |
| Andy Jones        | Eddie           |